# Gender bender
 Der er for få eller ingen kildehenvisninger i denne artikel, hvilket er et problem. Du kan hjælpe ved at angive troværdige kilder til de påstande, som fremføres i artiklen.

Gender bender er en uformel betegnelse, der bliver brugt om en person, der aktivt overskrider eller bøjer de forventede kønsroller. Boy George blev kaldt gender bender, fordi han brugte make up og fremstod feminin.
Gender bending er en form for social aktivisme i modsvar til forudindtagelser eller over generaliseringer, der er i forhold til køn. Nogle gender benders identificerer sig med det køn, de blev 'tildelt' ved fødslen men udfordrer normerne, der er knyttet til det gennem androgyn opførsel eller brud med de traditionelle kønsroller.
Gender benders kan identificere sig selv som transkønnet eller genderqueer, hvor de føler, at det køn, som de har fået 'tildelt' ved fødslen, er ukorrekt eller en ufuldstændig beskrivelse af dem selv: nogle er transseksuelle og ønsker fysisk at ændre deres køn ved at tage hormoner eller få kønsskifte operationer, mens andre er født interkønnede. Andre igen identificerer sig som Two-Spirit eller som det tredje køn.

## Refeneceer
1. ↑  "LGBT ordbog | LGBT Danmark" (PDF). Arkiveret fra originalen (PDF) 29. december 2014. Hentet 30. december 2014.
2. ↑  "Definition of GENDER BENDER". www.merriam-webster.com (engelsk). Hentet 2021-10-13.

| LGBT | Spire Denne artikel om LGBT er en spire som bør udbygges. Du er velkommen til at hjælpe Wikipedia ved at udvide den. |